# Drăgănești (Galați)
Drăgănești è un comune della Romania di 6 046 abitanti, ubicato nel distretto di Galați, nella regione storica della Moldavia.
Il comune è formato dall'unione di 2 villaggi: Drăgănești e Malu Alb.